# Ján Dinga
Ján Dinga (* 13. prosince 1938) je bývalý slovenský fotbalista a fotbalový trenér. Za Nitru hrál ve stejné době i druhou hokejovou ligu.

## Fotbalová kariéra
V československé lize hrál za Slovan Nitra. Nastoupil v 35 ligových utkáních a dal 3 ligové góly.

## Ligová bilance
| Ročník                                   | Zápasy | Góly | Klub         |
| ---------------------------------------- | ------ | ---- | ------------ |
| 1. československá fotbalová liga 1961/62 | 13     | 2    | Slovan Nitra |
| 1. československá fotbalová liga 1962/63 | 22     | 1    | Slovan Nitra |
| CELKEM                                   | 35     | 3    |              |

## Trenérská kariéra
V československé lize působil v sezóně 1974–1975 v týmu Nitry jako hlavní trenér. V ligové sezóně 18983-1984 působil u stejného týmu jako asistent.